# Суперелатив
Суперелати́в (лат. casus superelativus; від super — «над» + elativus — «елатив») — один з відмінків, що позначає рух предмета або особи з іншого предмета. Відповідає на питання «З кого?», «З чого?», «Від кого?», «Від чого?». Належить до ІІ серії групи місцевих відмінків.
Суперелатив існує в нахсько-дагестанських мовах, наприклад, в агульській.
В українській мові категорія суперелатива відсутня, значення виражають конструкції із сполучень родового відмінка з прийменниками з, від (злетіти з даху, сплигнути з паркану).